# 30365 Gregduran
30365 Gregduran è un asteroide della fascia principale. Scoperto nel 2000, presenta un'orbita caratterizzata da un semiasse maggiore pari a 2,3130593 UA e da un'eccentricità di 0,0996586, inclinata di 4,18663° rispetto all'eclittica.